# Ernst Wilhelm Wolf
Ernst Wilhelm Wolf (ochrzcz. 25 lutego 1735 w Großenbehringen, zm. 29 lub 30 listopada 1792 w Weimarze) – niemiecki kompozytor.

## Życiorys
Brat organisty Ernsta Friedricha Wolfa, mając 7 lat realizował już biegle linię basso continuo, podczas nauki w gimnazjum w Gocie był prefektem chóru. W 1755 roku podjął studia na uniwersytecie w Jenie, gdzie był dyrektorem Collegium Musicum. Skomponował kantatę Streit zwischen Phöbus und Pan na uroczystość 200. rocznicy założenia uniwersytetu. Od 1758 roku przebywał w Lipsku, gdzie poznał Johanna Adama Hillera. Później działał w Naumburgu jako nauczyciel rodziny von Ponickau. Stamtąd przeniósł się na dwór księżnej Anny Amalii w Weimarze, gdzie został nadwornym koncertmistrzem (1761), organistą (1763), a potem kapelmistrzem (1772).
Od 1770 roku był żonaty ze śpiewaczką Karoliną Bendą (1740–1820), wspólnie z którą koncertował w Berlinie. Opublikował prace Auch eine Reise aber nur eine kleine Musik in den Monaten Junius, Julius und August 1782 zum Vergnügen angestellt und auf Verlangen beschrieben (Weimar 1784), Vorbericht als eine Anleitung zum guten Vortrag beim Klavier-Spielen (Lipsk 1785) i Musikalischer Unterricht für Liebhaber und diejenigen, welche die Musik treiben und lehren wollen (Drezno 1788).

## Twórczość
Tworzył w stylistyce bliskiej szkole mannheimskiej, z elementami stylu galant, wzorując się na twórczości Carla Heinricha Grauna i Carla Philippa Emanuela Bacha. Pisał utwory sceniczne, dzieła wokalno-instrumentalne, koncerty, sonaty na instrumenty klawiszowe. Utwory instrumentalne Wolfa mają prostą, symetryczną konstrukcję, typową dla wczesnego klasycyzmu. W utworach scenicznych stosował proste formy pieśni oparte na melodyce ludowej, w librettach wprowadzając idylliczny nastrój wywiedziony z filozofii Jeana-Jacques’a Rousseau. Wysoko cenił twórczość Johanna Sebastiana Bacha i polecał jego kompozycje do analiz swoim uczniom.
Skomponował singspiele Die Zauberirrungen (wyst. Weimar 1785), Der Schleyer (wyst. Weimar 1786) i Angelica (wyst. Berlin 1788), opery Das Gärtnermädchen (wyst. Weimar 1769), Die Dorfdeputieren (wyst. Weimar 1772), Die treuen Köhler (wyst. Weimar 1772), Der Abend im Walde (wyst. Weimar 1773), Das grosse Loot (wyst. Weimar 1774) i Alceste (wyst. Weimar 1786), operetkę Das Rosenfest (wyst. Weimar 1772). Był ponadto autorem 9 kantat i 5 oratoriów, ok. 25 koncertów na klawesyn lub fortepian, 2 kwintetów na klawesyn, 9 kwartetów smyczkowych, 6 sonat na klawesyn, skrzypce i wiolonczelę, ok. 65 sonat na klawesyn lub fortepian.